# RMS Empress of Ireland
El RMS Empress of Ireland fue un transatlántico operado por la Canadian Pacific Steamship Company, subsidiaria de la compañía Canadian Pacific Railway. 
En la madrugada del 29 de mayo de 1914, el Empress of Ireland fue embestido por el SS Storstad, un buque carbonero de bandera noruega. El transatlántico, que navegaba por el río San Lorenzo, se hundió en 14 minutos con un saldo de 1.012 fallecidos, transformándose en el peor desastre marítimo de Canadá.

## Características

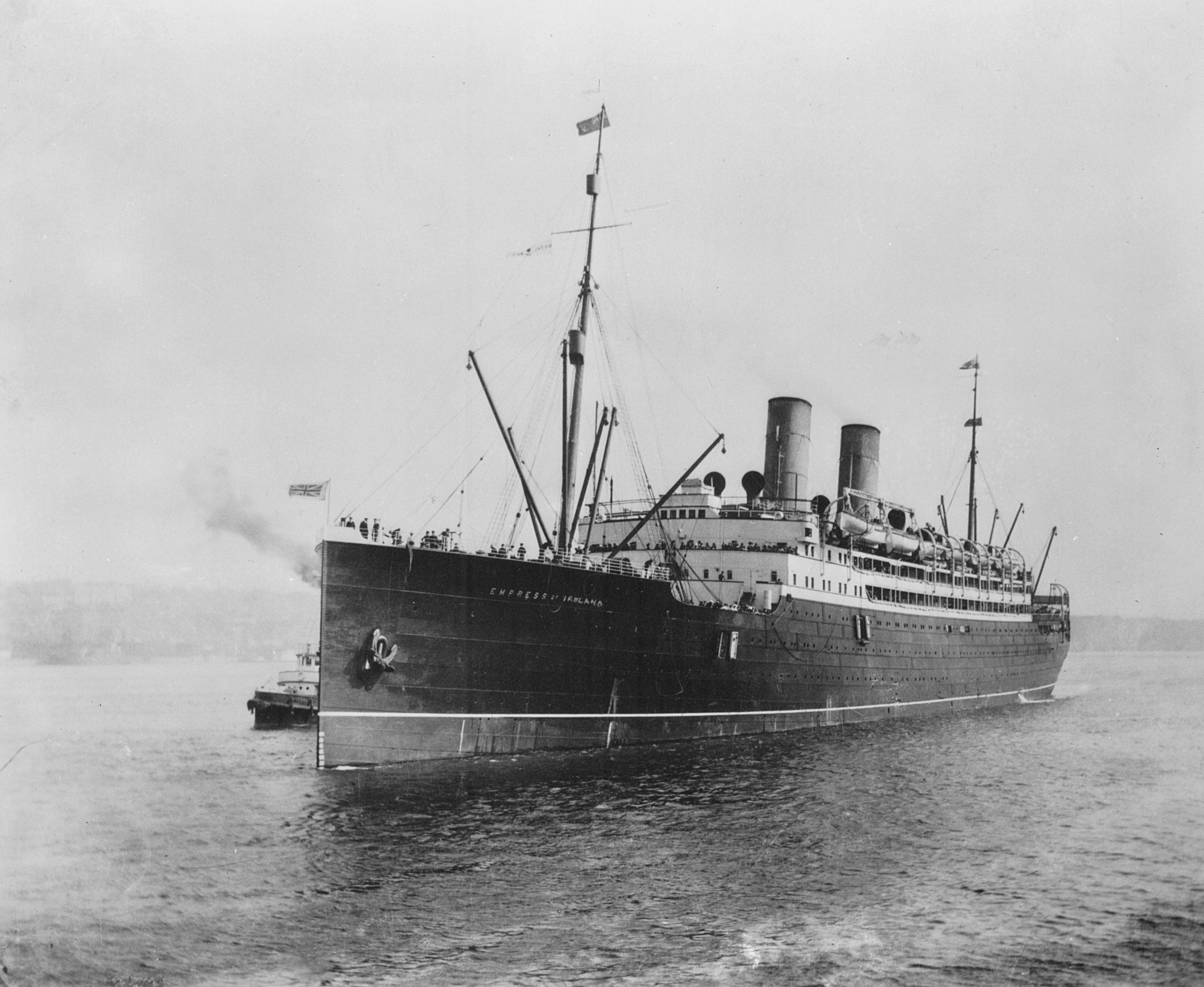
El RMS Empress of Britain.

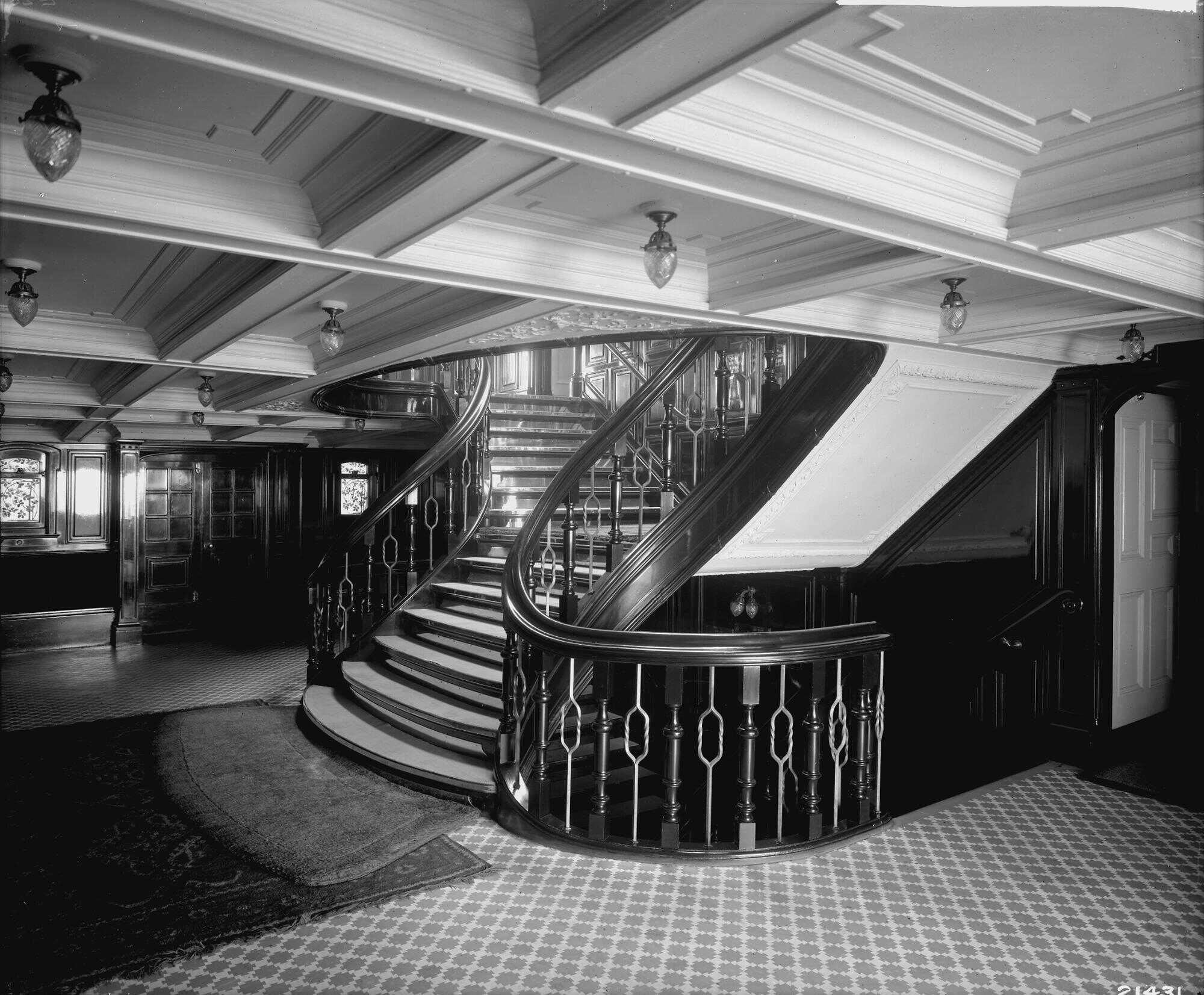
Entrada de primera clase en la cubierta de paseo inferior. Las escaleras suben a la sala de música de primera clase y bajan al salón comedor de primera clase.

Construido en el periodo 1904-1906, su casco era el número 443. Fue botado el 27 de enero de 1906 en el astillero Fairfield Shipbuilding and Engineering Company, ubicado sobre el río Clyde, en Escocia. Tenía un hermano gemelo, el RMS Empress of Britain.  Su diseñador fue Francis Elgar y el Empress of Ireland así como su gemelo, eran considerados buques de líneas elegantes.
Poseía un desplazamiento nominal de 14.000 t, cuatro cubiertas, sus camarotes se distribuían en primera, segunda y tercera clase y tenía capacidad para 1.500 pasajeros. Desde el puente hacía el castillo de proa estaba la tercera clase; la segunda clase se acomodaba a popa y la primera clase ocupaban las dos primeras cubiertas.
Los aposentos y comedores de primera clase estaban adornados al estilo eduardiano, un comedor con tres niveles de altura,  poseía una biblioteca con 650 publicaciones, cafetería y sala de fumadores,  su mobiliario estaba revestido en cuero y sus paredes estaban revestidas en elaborados artesonados de madera. 

Camarote de lujo del Empress of Ireland.

Estaba dividido en 11 compartimientos con 24 compuertas estancas que se accionaban manualmente. A raíz de la tragedia del Titanic, se le había dotado de suficientes botes salvavidas cuyo número excedía el pasaje completo. El capitán Kendall rutinariamente había realizado simulacros de emergencia consiguiendo que la totalidad de los botes se bajaran en 4 minutos.
Los dispositivos de seguridad del Empress of Ireland incluían diez mamparos estancos que dividían el casco en once compartimentos que podían sellarse mediante el cierre de veinticuatro puertas estancas. Los once mamparos se extendían desde el doble fondo hasta justo debajo de la cubierta de abrigo, lo que equivalía a tres cubiertas por encima de la línea de flotación. En teoría, el buque podía permanecer a flote con hasta dos compartimentos inundados. Sin embargo, lo que resultaría ser el fallo fatal de su diseño en 1914 fue que, a diferencia de lo que ocurría a bordo del Titanic, donde las puertas estancas podían cerrarse mediante un interruptor situado en el puente del buque, las puertas estancas a bordo del Empress of Ireland debían cerrarse manualmente.

## Historia
Desde su viaje inaugural el 29 de junio de 1906, el Empress of Ireland cubrió la ruta entre Quebec, en Canadá y Liverpool en el Reino Unido. Hasta mayo de 1914 había transportado en 95 cruceros a más de 117.000 personas, la mayoría inmigrantes de origen escandinavo.

### Naufragio

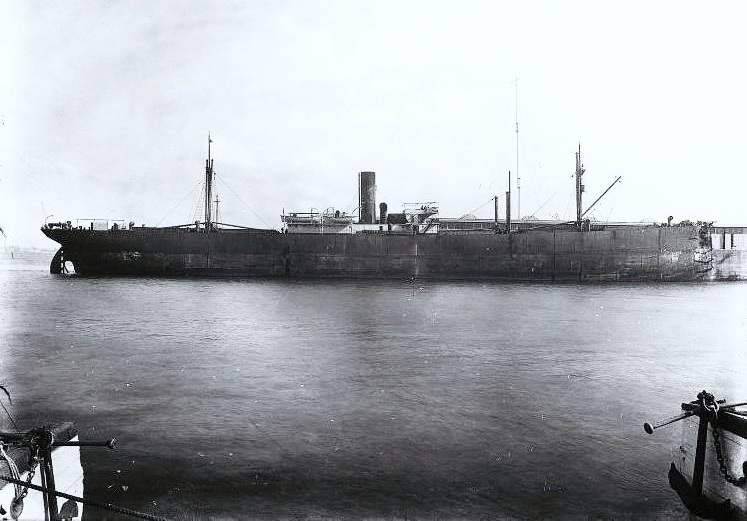
El Storstad, en Montreal, tras de la colisión. Se observa el daño en la proa.

El Empress of Ireland partió de Quebec a las 16:30 del 28 de mayo de 1914 con destino a Liverpool en su viaje nº96. Al caer la noche, seguía navegando por el río San Lorenzo aguas abajo hacia el océano Atlántico. Luego de desembarcar al práctico del puerto de Quebec, el trasatlántico divisó por estribor al carguero SS Storstad comandado por el capitán Thomas Anderson a 6 millas náuticas (11,1 km) de distancia; eran las 2:00 de la madrugada, el cielo estaba despejado y la visibilidad era buena.
El capitán del Empress of Ireland, Henry Kendall, pretendía tomar la ruta más rápida de salida al Atlántico; para eso ordenó virar a estribor (derecha) con el objetivo de realizar, posteriormente, un giro a babor (izquierda) y avanzar hacia mar abierto, luego de cruzar con el Storstad. Henry Kendall se dispuso a realizar el cruce por estribor, aunque las regulaciones náuticas establecen que los cruces deben efectuarse por babor.
Mientras tanto, el primer oficial del Storstad, Alfred Toftenes, observó las luces rojas (babor) del Empress of Ireland e interpretó que el capitán del trasatlántico pretendía cruzar por babor como establecen las regulaciones. Para asegurar una buena distancia para el cruce, el oficial Toftenes realizó un giro hacia estribor.
Al momento de estas maniobras, las condiciones meteorológicas cambiaron repentinamente y un denso banco de niebla envolvió ambos buques; por este motivo, el oficial del Storstad no pudo observar que el Empress of Ireland estaba girando a babor. Por su parte, el capitán Kendall, al perder de vista al Storstad, ordenó poner las máquinas en reversa para detenerse y esperar el cruce del carguero noruego. El Empress of Ireland emitió tres silbatos cortos, para informar que estaba detenido.

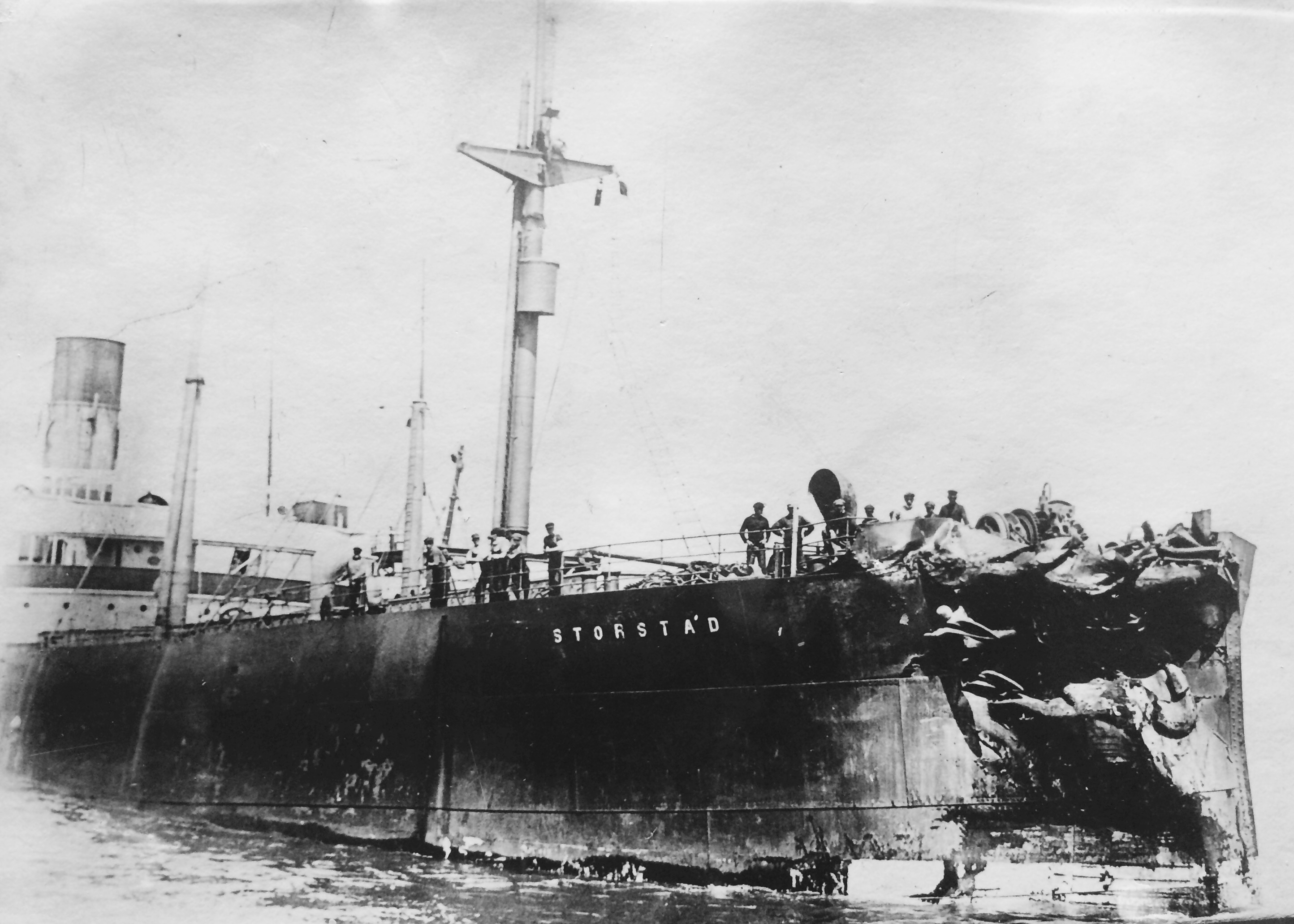
Daños en la proa del Storstad tras la colisión.

El cambio de rumbo efectuado por el Storstad, con el objetivo de cruzar el Empress of Ireland a una distancia segura, lo estaba dirigiendo confiado sin percatarse de que lo colocaba en curso de colisión. La visibilidad reducida por la niebla, le impidió a las tripulaciones de ambos barcos percatarse del peligro, hasta que fue demasiado tarde. El capitán del Storstad ordenó poner sus máquinas en reversa, mientras el capitán del Empress of Ireland ordenaba avanzar a máxima velocidad. Pero los barcos estaban demasiado cerca para evitar la colisión. El Storstad golpeó al Empress of Ireland por estribor. El daño que sufrió el casco del trasatlántico fue de gran magnitud, debido a que el carguero noruego tenía el casco reforzado para enfrentar el hielo. Gran parte del impacto fue bajo la línea de flotación, volviendo incontrolable la entrada de agua. El suministro de energía eléctrica se cortó al momento de escorarse. 
El Empress of Ireland comenzó a escorarse rápidamente hacia estribor hasta recostarse por esa banda en 90° y se hundió en solo 14 minutos, sorprendiendo a gran parte del pasaje que se encontraba durmiendo. Los pasajeros que lograron salir lo hicieron por los ojos de buey del costado de babor, muy pocos botes fueron lanzados con éxito. Aquellos que lograron escapar del barco se enfrentaron a la hipotermia debido a que las aguas estaban a 4º Celsius de temperatura. Kendall, su capitán fue arrojado al agua desde el ala del puente de estribor al momento de bandearse, logró salvarse al ser recogido por el bote n.º 3.
La comisión especial que investigó el siniestro, determinó que el rápido hundimiento fue consecuencia de la gran cantidad de ojos de buey que estaban abiertos a causa de la temperatura interior (estaba calefaccionado) y por donde entró agua en cuanto el barco comenzó a inclinarse, el pasaje que estaba a estribor no tuvo la oportunidad de salvarse. La reglamentación ordenaba cerrar los ojos de buey cuando el barco zarpaba, pero la práctica corriente consistía en mantenerlos abiertos, para ventilación, mientras el barco navegaba por el río San Lorenzo.
El Storstad sufrió daños en la proa, pero siguió a flote y rescató a más de 400 sobrevivientes, utilizando sus propios botes salvavidas.
Este luctuoso hecho quedó casi en el olvido debido al inicio de la Primera Guerra Mundial.

## Investigación
Una comisión fue establecida para investigar el accidente, Lord Mersey, el afamado jurista que había investigado el hundimiento del RMS Titanic lideró dicha comisión. El capitán Henry Kendall fue exonerado de toda responsabilidad en los hechos, a pesar de que el primer oficial del Storstad contradijo el testimonio de Kendall, se estableció que el capitán Thomas Anderson del Storstad ignoró las señales del Empress of Ireland llevando su barco a un curso de colisión, el SS Storstad fue confiscado como compensación económica.

## Víctimas del naufragio
|  | 40,9 % |

|  | 58,6 % |

|  | 81,0 % |

|  | 81,4 % |

|  | 68,5 % |

## Homenajes

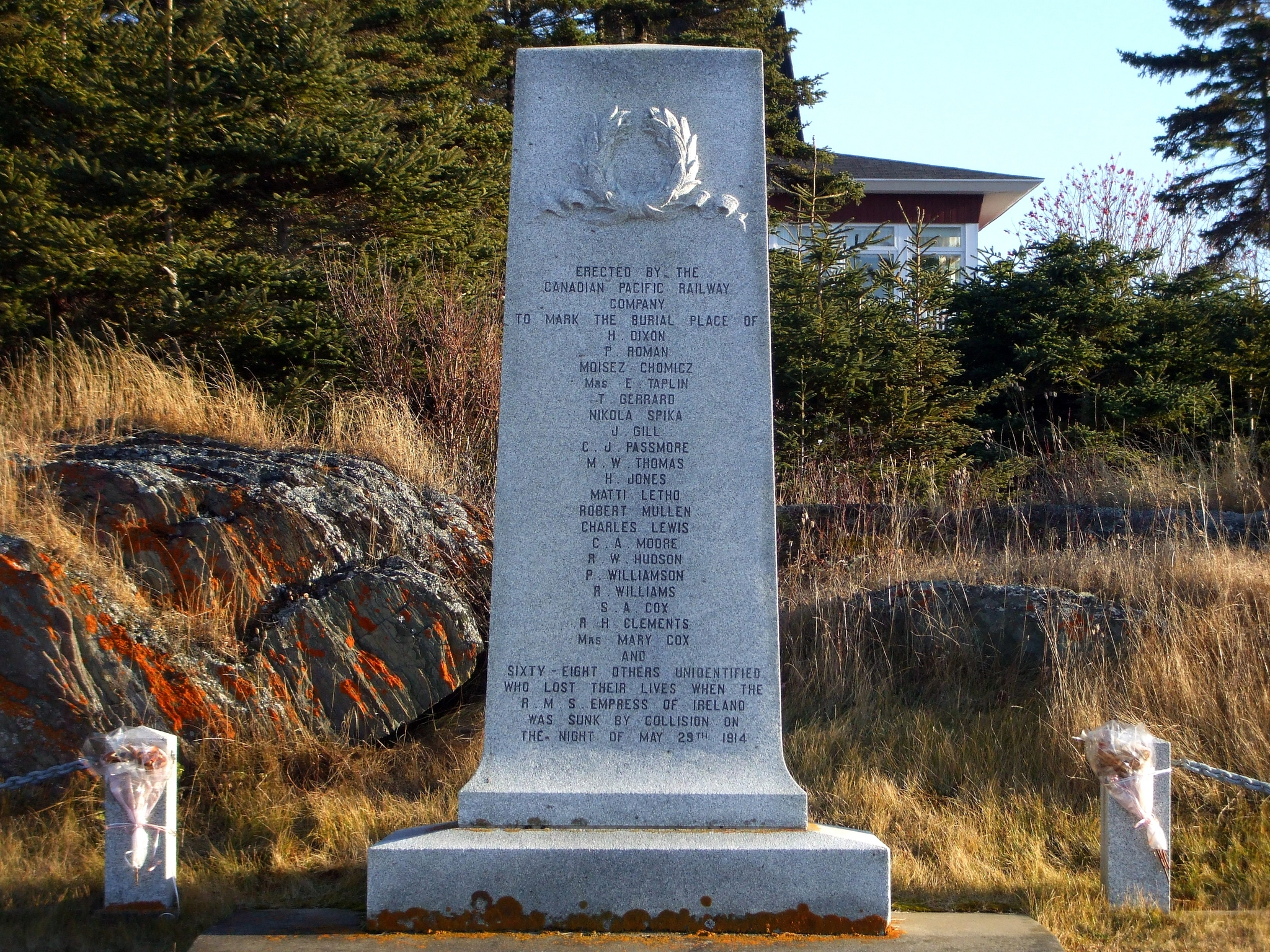
Monumento de recuerdo en Rimouski, Quebec

El pecio se encuentra protegido desde 1999 por el sitio histórico marítimo de Pointe-au-Père.
La compañía Canadian Pacific Raylway construyó tres monumentos en homenaje a las víctimas; uno en Fathers Point y otros dos en los cementerios de Rimouski y Mount Hermon.
En 2014, al cumplirse 100 años del naufragio, se realizaron diversas actividades para recordar el hecho, con la participación de varios descendientes de víctimas y sobrevivientes.